# Férfi egyéni műkorcsolya az 1998. évi téli olimpiai játékokon
Az 1998. évi téli olimpiai játékokon a műkorcsolya férfi egyéni versenyszámának rövid programját február 12-én, a kűrt február 14-én rendezték. Az aranyérmet az orosz Ilja Kulik nyerte. A Magyarországot képviselő Vidrai Szabolcs a 13. helyen végzett.

## Eredmények
Az egyes szakaszokban (rövid program, kűr) kilenc bíró pontozta a versenyzőket. A pontok alapján a bírók mindegyikénél külön-külön kialakult egy sorrend az egyes szakaszokra vonatkozóan és ez egy helyezési pontszámot is jelentett. Az egyes szakaszok eredménye a következő kritériumok alapján alakult ki:
1. „Többségi helyezések száma”. Az a versenyző végzett előrébb, akit a bírók többsége előrébb rangsorolt. A bírók többsége azt jelentette, hogy a legjobb 5 helyezést adó bíró helyezési pontszámait vették figyelembe, de ha az 5. bíró helyezésével még volt azonos helyezés, akkor az(oka)t is figyelembe vették. Ezt az adatot tartalmazza az oszlop. (Pl. a „6×3+” azt jelenti, hogy a versenyző 6 bírónál az első 3 hely valamelyikén végzett.)
2. „Többségi helyezések összege” (a figyelembe vett bírók helyezési pontszámainak összege)
3. „Helyezések összege” (az összes bíró helyezési pontszámainak összege)

A versenyszám végeredményét az összesített helyezési pontszám határozta meg, amely az alábbiak összegéből állt:
- A rövid program helyezési pontszámának 0,5-szerese (az összesítés 33,3%-a),
- A kűr helyezési pontszámának 1-szerese (az összesítés 66,7%-a).

Az alacsonyabb helyezési pontszámmal rendelkező versenyző végzett előrébb. Egyenlő helyezési pontszám esetén a kűrben elért jobb helyezés döntött.

### Rövid program
Az első 24 helyen végzett versenyző vehetett részt a kűrben.
A rövidítés jelentése a következő:
- Q: továbbjutás a kűrbe, helyezés alapján

| Hely. | Versenyző               | Nemzet                 | Többségi helyezések száma | Többségi helyezések összege | Helyezések összege | Pont  | Helyezési pontszám | Mj. |
| ----- | ----------------------- | ---------------------- | ------------------------- | --------------------------- | ------------------ | ----- | ------------------ | --- |
| 1.    | Ilja Kulik              | Oroszország (RUS)      | 8×2+                      | 12,0                        | 15,0               | 104,6 | 0,5                | Q   |
| 2.    | Elvis Stojko            | Kanada (CAN)           | 6×2+                      | 10,0                        | 20,0               | 104,1 | 1,0                | Q   |
| 3.    | Todd Eldredge           | Egyesült Államok (USA) | 9×3+                      | 21,0                        | 21,0               | 104,3 | 1,5                | Q   |
| 4.    | Alekszej Jagugyin       | Oroszország (RUS)      | 9×4+                      | 34,0                        | 34,0               | 102,4 | 2,0                | Q   |
| 5.    | Philippe Candeloro      | Franciaország (FRA)    | 7×5+                      | 35,0                        | 47,0               | 98,5  | 2,5                | Q   |
| 6.    | Steven Cousins          | Nagy-Britannia (GBR)   | 9×6+                      | 52,0                        | 52,0               | 97,4  | 3,0                | Q   |
| 7.    | Ivan Dinev              | Bulgária (BUL)         | 5×7+                      | 35,0                        | 86,0               | 93,4  | 3,5                | Q   |
| 8.    | Dmitro Dmitrenko        | Ukrajna (UKR)          | 5×9+                      | 39,0                        | 94,0               | 92,3  | 4,0                | Q   |
| 9.    | Michael Tyllesen        | Dánia (DEN)            | 5×9+                      | 43,0                        | 103,0              | 92,3  | 4,5                | Q   |
| 10.   | Guo Zhengxin            | Kína (CHN)             | 6×11+                     | 55,0                        | 96,0               | 91,9  | 5,0                | Q   |
| 11.   | Michael Weiss           | Egyesült Államok (USA) | 6×11+                     | 62,0                        | 108,0              | 91,8  | 5,5                | Q   |
| 12.   | Vidrai Szabolcs         | Magyarország (HUN)     | 7×12+                     | 79,0                        | 111,0              | 91,1  | 6,0                | Q   |
| 13.   | Igor Pashkevich         | Azerbajdzsán (AZE)     | 5×13+                     | 51,0                        | 116,0              | 91,4  | 6,5                | Q   |
| 14.   | Michael Shmerkin        | Izrael (ISR)           | 5×13+                     | 55,0                        | 117,0              | 91,1  | 7,0                | Q   |
| 15.   | Tamura Jamato           | Japán (JPN)            | 5×13+                     | 57,0                        | 118,0              | 90,9  | 7,5                | Q   |
| 16.   | Vjacseszlav Zahorodnyuk | Ukrajna (UKR)          | 5×14+                     | 51,0                        | 116,0              | 91,5  | 8,0                | Q   |
| 17.   | Jeff Langdon            | Kanada (CAN)           | 5×16+                     | 70,0                        | 147,0              | 88,7  | 8,5                | Q   |
| 18.   | Honda Takesi            | Japán (JPN)            | 5×17+                     | 69,0                        | 142,0              | 88,8  | 9,0                | Q   |
| 19.   | Margus Hernits          | Észtország (EST)       | 7×20+                     | 137,0                       | 182,0              | 83,4  | 9,5                | Q   |
| 20.   | Roman Skornyakov        | Üzbegisztán (UZB)      | 5×20+                     | 94,0                        | 182,0              | 84,1  | 10,0               | Q   |
| 21.   | Cornel Gheorghe         | Románia (ROU)          | 5×20+                     | 96,0                        | 182,0              | 83,9  | 10,5               | Q   |
| 22.   | Patrick Meier           | Svájc (SUI)            | 5×22+                     | 106,0                       | 201,0              | 80,7  | 11,0               | Q   |
| 23.   | I Kjuhjon               | Dél-Korea (KOR)        | 5×23+                     | 110,0                       | 209,0              | 80,2  | 11,5               | Q   |
| 24.   | Gilberto Viadana        | Olaszország (ITA)      | 5×24+                     | 118,0                       | 222,0              | 78,6  | 12,0               | Q   |
| 25.   | Anthony Liu             | Ausztrália (AUS)       | 7×25+                     | 164,0                       | 217,0              | 79,1  | 12,5               |     |
| 26.   | Róbert Kažimír          | Szlovákia (SVK)        | 6×25+                     | 141,0                       | 219,0              | 78,1  | 13,0               |     |
| 27.   | David Liu               | Tajvan (TPE)           | 7×28+                     | 190,0                       | 248,0              | 72,9  | 13,5               |     |
| 28.   | Jurij Litvinov          | Kazahsztán (KAZ)       | 7×28+                     | 194,0                       | 252,0              | 72,9  | 14,0               |     |
| 29.   | Patrick Schmit          | Luxemburg (LUX)        | 9×29+                     | 254,0                       | 254,0              | 71,5  | 14,5               |     |

### Kűr
| Hely. | Versenyző               | Nemzet                 | Többségi helyezések száma | Többségi helyezések összege | Helyezések összege | Pont  | Helyezési pontszám |
| ----- | ----------------------- | ---------------------- | ------------------------- | --------------------------- | ------------------ | ----- | ------------------ |
| 1.    | Ilja Kulik              | Oroszország (RUS)      | 9×1+                      | 9,0                         | 9,0                | 105,3 | 1,0                |
| 2.    | Philippe Candeloro      | Franciaország (FRA)    | 8×3+                      | 20,0                        | 24,0               | 103,2 | 2,0                |
| 3.    | Elvis Stojko            | Kanada (CAN)           | 6×3+                      | 14,0                        | 27,0               | 103,4 | 3,0                |
| 4.    | Todd Eldredge           | Egyesült Államok (USA) | 8×4+                      | 27,0                        | 32,0               | 102,7 | 4,0                |
| 5.    | Alekszej Jagugyin       | Oroszország (RUS)      | 5×5+                      | 22,0                        | 47,0               | 100,6 | 5,0                |
| 6.    | Michael Weiss           | Egyesült Államok (USA) | 7×6+                      | 39,0                        | 53,0               | 100,1 | 6,0                |
| 7.    | Steven Cousins          | Nagy-Britannia (GBR)   | 5×7+                      | 32,0                        | 65,0               | 99,0  | 7,0                |
| 8.    | Vjacseszlav Zahorodnyuk | Ukrajna (UKR)          | 5×9+                      | 38,0                        | 84,0               | 97,2  | 8,0                |
| 9.    | Guo Zhengxin            | Kína (CHN)             | 6×10+                     | 55,0                        | 91,0               | 97,1  | 9,0                |
| 10.   | Jeff Langdon            | Kanada (CAN)           | 7×11+                     | 68,0                        | 96,0               | 96,3  | 10,0               |
| 11.   | Michael Tyllesen        | Dánia (DEN)            | 6×11+                     | 55,0                        | 95,0               | 96,3  | 11,0               |
| 12.   | Honda Takesi            | Japán (JPN)            | 7×12+                     | 75,0                        | 102,0              | 96,2  | 12,0               |
| 13.   | Vidrai Szabolcs         | Magyarország (HUN)     | 6×13+                     | 69,0                        | 117,0              | 94,2  | 13,0               |
| 14.   | Ivan Dinev              | Bulgária (BUL)         | 6×14+                     | 72,0                        | 117,0              | 94,0  | 14,0               |
| 15.   | Igor Pashkevich         | Azerbajdzsán (AZE)     | 5×14+                     | 68,0                        | 134,0              | 92,2  | 15,0               |
| 16.   | Dmitro Dmitrenko        | Ukrajna (UKR)          | 6×16+                     | 90,0                        | 143,0              | 90,4  | 16,0               |
| 17.   | Tamura Jamato           | Japán (JPN)            | 5×16+                     | 77,0                        | 147,0              | 90,0  | 17,0               |
| 18.   | Michael Shmerkin        | Izrael (ISR)           | 5×18+                     | 86,0                        | 164,0              | 87,0  | 18,0               |
| 19.   | Roman Skornyakov        | Üzbegisztán (UZB)      | 5×19+                     | 91,0                        | 173,0              | 85,7  | 19,0               |
| 20.   | Margus Hernits          | Észtország (EST)       | 7×20+                     | 133,0                       | 176,0              | 85,7  | 20,0               |
| 21.   | Cornel Gheorghe         | Románia (ROU)          | 6×21+                     | 125,0                       | 191,0              | 83,4  | 21,0               |
| 22.   | Patrick Meier           | Svájc (SUI)            | 6×22+                     | 123,0                       | 192,0              | 82,6  | 22,0               |
| 23.   | Gilberto Viadana        | Olaszország (ITA)      | 9×23+                     | 204,0                       | 204,0              | 80,1  | 23,0               |
| 24.   | I Kjuhjon               | Dél-Korea (KOR)        | 9×24+                     | 216,0                       | 216,0              | 74,5  | 24,0               |

### Végeredmény
| Helyezés | Versenyző               | Nemzet                 | Helyezési pontszámok | Helyezési pontszámok | Helyezési pontszámok |
| Helyezés | Versenyző               | Nemzet                 | Rövid program        | Kűr                  | Összesen             |
| -------- | ----------------------- | ---------------------- | -------------------- | -------------------- | -------------------- |
| Arany    | Ilja Kulik              | Oroszország (RUS)      | 0,5                  | 1,0                  | 1,5                  |
| Ezüst    | Elvis Stojko            | Kanada (CAN)           | 1,0                  | 3,0                  | 4,0                  |
| Bronz    | Philippe Candeloro      | Franciaország (FRA)    | 2,5                  | 2,0                  | 4,5                  |
| 4.       | Todd Eldredge           | Egyesült Államok (USA) | 1,5                  | 4,0                  | 5,5                  |
| 5.       | Alekszej Jagugyin       | Oroszország (RUS)      | 2,0                  | 5,0                  | 7,0                  |
| 6.       | Steven Cousins          | Nagy-Britannia (GBR)   | 3,0                  | 7,0                  | 10,0                 |
| 7.       | Michael Weiss           | Egyesült Államok (USA) | 5,5                  | 6,0                  | 11,5                 |
| 8.       | Guo Zhengxin            | Kína (CHN)             | 5,0                  | 9,0                  | 14,0                 |
| 9.       | Michael Tyllesen        | Dánia (DEN)            | 4,5                  | 11,0                 | 15,5                 |
| 10.      | Vjacseszlav Zahorodnyuk | Ukrajna (UKR)          | 8,0                  | 8,0                  | 16,0                 |
| 11.      | Ivan Dinev              | Bulgária (BUL)         | 3,5                  | 14,0                 | 17,5                 |
| 12.      | Jeff Langdon            | Kanada (CAN)           | 8,5                  | 10,0                 | 18,5                 |
| 13.      | Vidrai Szabolcs         | Magyarország (HUN)     | 6,0                  | 13,0                 | 19,0                 |
| 14.      | Dmitro Dmitrenko        | Ukrajna (UKR)          | 4,0                  | 16,0                 | 20,0                 |
| 15.      | Honda Takesi            | Japán (JPN)            | 9,0                  | 12,0                 | 21,0                 |
| 16.      | Igor Pashkevich         | Azerbajdzsán (AZE)     | 6,5                  | 15,0                 | 21,5                 |
| 17.      | Tamura Jamato           | Japán (JPN)            | 7,5                  | 17,0                 | 24,5                 |
| 18.      | Michael Shmerkin        | Izrael (ISR)           | 7,0                  | 18,0                 | 25,0                 |
| 19.      | Roman Skornyakov        | Üzbegisztán (UZB)      | 10,0                 | 19,0                 | 29,0                 |
| 20.      | Margus Hernits          | Észtország (EST)       | 9,5                  | 20,0                 | 29,5                 |
| 21.      | Cornel Gheorghe         | Románia (ROU)          | 10,5                 | 21,0                 | 31,5                 |
| 22.      | Patrick Meier           | Svájc (SUI)            | 11,0                 | 22,0                 | 33,0                 |
| 23.      | Gilberto Viadana        | Olaszország (ITA)      | 12,0                 | 23,0                 | 35,0                 |
| 24.      | I Kjuhjon               | Dél-Korea (KOR)        | 11,5                 | 24,0                 | 35,5                 |
| 25.      | Anthony Liu             | Ausztrália (AUS)       | 12,5                 | kiesett              | –                    |
| 26.      | Róbert Kažimír          | Szlovákia (SVK)        | 13,0                 | kiesett              | –                    |
| 27.      | David Liu               | Tajvan (TPE)           | 13,5                 | kiesett              | –                    |
| 28.      | Jurij Litvinov          | Kazahsztán (KAZ)       | 14,0                 | kiesett              | –                    |
| 29.      | Patrick Schmit          | Luxemburg (LUX)        | 14,5                 | kiesett              | –                    |